# Angelo La Barbera
Angelo La Barbera (3 de julio de 1924 – julio de 1975) fue un potente miembro de la Mafia siciliana. Junto con su hermano Salvatore La Barbera (Palermo, 20 de abril de 1922 – 17 de enero de 1963) encabezó la familia mafiosa de Palermo Centro. Salvatore La Barbera tenía una silla en la primera Comisión que se creó en 1958 como capo mandamento para las familias mafiosas de Borgo Vecchio, Porta Nuova y Palermo Centro.
Gaia Servadio, una periodista italiana establecida en Gran Bretaña que escribió una biografía sobre Angelo La Barbera, le describió como el símbolo del gánster eficiente e inteligente; un nuevo mafioso de posguerra que al final se convertiría en víctima de muchos políticos que él mismo había aupado. Representaba el proletariado, que trató de convertirse en mafioso, de clase media, pero que en última instancia no tendría éxito.

## Trayectoria mafiosa
Angelo y Salvatore La Barbera habían nacido en los barrios marginales
de Partanna-Mondello en Palermo. Su padre era un carbonero y vendedor ambulante. Empezaron con pequeños hurtos y asesinatos, y llegaron a convertirse en destacados líderes de una nueva generación de mafiosos en los años 50 y 60 que hacían su fortuna en las transacciones inmobiliarias, el contrabando de cigarrillos y el tráfico de heroína. Los hermanos estaban decididos a dejar atrás su pasado con la pobreza. Angelo la Barbera llegó a ser el protegido de un jefe mafioso local, y en 1952 había organizado una empresa de materiales de construcción. Luego asesinaron a la mano derecha del contratista Salvatore Moncada, y en consecuencia pudieron convertirse en lugartenientes del empresario de la construcción.
En 1955 Angelo La Barbera se había convertido en subjefe, y de facto en la referencia de la cosca de Palermo Centro. Uno de los sicarios de La Barbera era Tommaso Buscetta, quien más tarde se convertiría en pentito (colaborador de la justicia) en 1984. Todavía en la treintena,  Angelo la Barbera empezó a actuar como hombre de negocios, adquiriendo bulldozers, camiones y otros materiales de construcción, así como edificios de viviendas. Generoso y encantador, asumió la forma de vida del gánster de Chicago de los años 30, con coches nuevos, lujosas vestimentas y frecuentes visitas a Milán y Roma, en donde se hospedaba en los mejores hoteles y se rodeaba de mujeres hermosas. Buscetta le describe como "altivo y arrogante".
Los hermanos La Barbera, juntamente con otros advenedizos jefes mafiosos como Pietro Torretta y sus secuaces eran vistos como integrantes de una "nueva mafia" que adoptaron nuevas técnicas de gánsteres. Otras cosche más pequeñas llegaron a reconocer la supremacía de estos jefes – una supremacía basada en la pura violencia. Hombres que estaban comenzando su "carrera" en su sombra se estaban formando en la nueva generación de mafiosos; tenían iniciativa, y el camino hacia el liderazgo de una cosca se vislumbró, por tanto, más fácil y accesible para aquellos que hubieran pretendido escalar posiciones a base de actos violentos. Algunos de ellos eran también Tommaso Buscetta, y Gerlando Alberti.

## Vínculos con la política
La nueva generación de mafiosos como La Barbera necesitó crear una nueva base política afín, impulsando a nuevos políticos a través de los cuales podría influir en el control de las sociedades regionales, los bancos de crédito y en la manipulación de las ordenanzas urbanísticas. Angelo La Barbera tenía conexiones con políticos locales del partido de la (DC - Democracia cristiana) – en particular con Salvo Lima, el alcalde de Palermo durante el período 1958-1963. En 1964, durante una investigación, Lima tuvo que admitir que conocía a Angelo La Barbera. Según Buscetta, el padre de Lima, Vincenzo Lima, era un "hombre de honor" de la familia mafiosa de Palermo Centro que había sido dirigido precisamente por los hermanos La Barbera. La elección de Lima fue apoyada por el clan de La Barbera. Su candidato en el parlamento nacional era Giovanni Gioia.
El periodo de Lima como alcalde de Palermo fue más tarde conocido como el "saqueo de Palermo", porque el auge de la construcción provocó la destrucción del cinturón verde de la ciudad y de las villas que habían simbolizado un gusto por la arquitectura, para dar paso a una invasión de cemento y de bloques de apartamentos de mala calidad.  Paralelamente el centro histórico de Palermo vio como se desmoronaba. En esta época los La Barbera estaban relacionados con el principal empresario de la construcción Francesco Vassallo. En cinco años, se concedieron unas 4,000 licencias para la construcción, más de la mitad de ellas a nombre de tres pensionistas que actuaban como testaferros y que no tenían ningún tipo de relación con el mundo de la construcción.

## Tráfico de heroína
Los hermanos La Barbera estuvieron presentes en las reuniones entre mafiosos sicilianos y americanos que tuvieron lugar en Palermo entre el 12 y el 16 de octubre de 1957, en el hotel Delle Palme en Palermo. Joseph Bonanno, Lucky Luciano, John Bonventre, Frank Garofalo, Santo Sorge y Carmine Galante fueron algunos de los mafiosos americanos presentes en la reunión, mientras que entre el círculo siciliano estaban Salvatore "Ciaschiteddu" Greco y su primo Salvatore Greco "l'ingegnere", Giuseppe Genco Russo, Gaetano Badalamenti, Calcedonio Di Pisa y Tommaso Buscetta.  Uno de los temas en las reuniones fue la organización del tráfico de heroína a los Estados Unidos.
En 1960 Angelo La Barbera fue descubierto en Ciudad de México y posteriormente expulsado de los Estados Unidos y Canadá por presunto tráfico de heroína. Según Buscetta, La Barbera trató de contrabandear heroína desde México hacia los EE. UU., pero se lo impediría Carlo Gambino, el jefe de la poderosa familia criminal Gambino de Nueva York, quien amenazó con matarlo.

## En la Comisión
Salvatore La Barbera se convirtió en miembro de la primera Comisión cuando se creó en 1958. Sin embargo, los La Barbera rápidamente se metieron en problemas con la Comisión, cuando el contratista Moncada (ex patrón de La Barbera) se quejó ante la Comisión de que los hermanos La Barbera le cobraban de forma abusiva por los materiales de construcción. La Comisión decidió en favor de Moncada y ordenó a Angelo La Barbera a renunciar a la dirección de la familia de Palermo Centro – el cual se negó a hacerlo. Angelo La Barbera se negó a reconocer la autoridad de la Comisión sobre su familia por completo.

## Primera Guerra de la Mafia
Los hermanos La Barbera fueron los protagonistas en un sangriento conflicto entre clanes rivales en Palermo a principios de 1960. Conocido como la Primera guerra de la mafia – una segunda se inició en la década de 1980 – la lucha fue por arrebatar el control de las extorsiones de los mercados de Palermo, la venta de parcelas edificables, la construcción y el tráfico de heroína a América del Norte de la vieja mafia.
El conflicto estalló por un cargamento manipulado de heroína. Cesare Manzella, los primos Greco de Ciaculli y los hermanos La Barbera habían financiado la expedición. Las sospechas recayeron sobre Calcedonio Di Pisa, que había recogido la heroína para Manzella del proveedor corso Pascal Molinelli, y había organizado el transporte para los socios de Manzella en Nueva York.
El caso fue llevado ante la Comisión, pero el desacuerdo sobre la manera de manejarlo, y la vieja hostilidad hacia los La Barbera, provocó un conflicto sangriento, entre los aliados del clan de los Greco, dirigido por Salvatore "Ciaschiteddu" Greco, y los aliados del clan de La Barbera. Lo que provocó la serie de ataques y contraataques, fue el asesinato de Di Pisa el 26 de diciembre de 1962. Los Greco sospechaban de Salvatore y de Angelo La Barbera como causantes de tal asesinato.
El 17 de enero de 1963, Salvatore La Barbera desapareció y nunca más se supo de él. Angelo La Barbera también desapareció, pero dos semanas después reapareció en Milán, dando una conferencia de prensa. La participación de los medios de comunicación en los asuntos de la mafia era algo inaudito en el momento. Mientras tanto, La Barbera trató de tomar represalias, pero los clanes rivales ya le estaban encima. El 25 de mayo de 1963, recibió un disparo en Milán y resultó gravemente herido. Fue arrestado en el hospital. Buscetta admitió haber aceptado el encargo de matar a Angelo La Barbera, pero afirmó que otra persona llevó a cabo tal encargo en Milán antes que él.
El 30 de junio de 1963, un coche bomba en Ciaculli mató a siete policías y militares enviados para desactivarla después de una llamada telefónica anónima. La indignación por la Masacre de Ciaculli cambió lo que hasta entonces había sido una guerra entre clanes de la mafia en una guerra contra la mafia. Ello llevó a que aparecieran los primeros indicios de lucha contra la mafia por parte del Estado. La Comisión fue disuelta y muchos de los mafiosos que habían escapado del arresto huyeron al extranjero.

## Juicio y muerte
Angelo La Barbera fue acusado de siete asesinatos. Fue uno de los pocos mafiosos que recibió una dura sentencia en el proceso de Catanzaro en diciembre de 1968. Fue condenado a 22 años, pero apeló. En mayo de 1970, un decreto del gobierno estableció que los acusados cuyas sentencias aún no había adquirido firmeza después de haber sido detenidos sin fianza por un periodo de cuatro a seis años tenían que ser puestos en libertad provisional en espera de sus apelaciones. La Barbera fue uno de los beneficiados.
Pendiente de apelación, fue desterrado primero al norte de Italia, y después a la isla de Linosa. Fue finalmente puesto en prisión preventiva en Perugia, donde tres mafiosos le apuñalaron mortalmente el 28 de octubre de 1975. Ya para entonces, su influencia y poder había caído. El grupo mafioso que había liderado se disolvió. Hubo prensa que publicó que su asesinato fue ordenado por los Greco, y otros expertos afirmaron que la causa fue que amenazó con revelar los contactos entre la mafia y los políticos.

### Desarrollos relacionados
- The Politics of Heroin in Southeast Asia. CIA complicity in the global drug trade
- Barry & 'the Boys' : The CIA, the Mob and America's Secret History

### Listas relacionadas
- Anexo:Bibliografía sobre la CIA